# Bosanski Petrovac
Bosanski Petrovac (stari hrvatski naziv: Pset) je mjesto i središte istoimene općine u Bosni i Hercegovini.

## Zemljopis
Bosanski Petrovac se nalazi na raskrsnici puteva Bihać-Jajce-Knin, u Petrovačkom polju,u zapadnom dijelu Bosne i Hercegovine, između planina Osječenice, Klekovače i Grmeča, na nadmorskoj visini od 500 do 600 m. Petrovačko polje čine prostorne cjeline Vrtočko-krnjeuško polje, Bjelajsko polje, Medeno polje, Petrovačko polje (gdje je smješten gradski dio općine) i Bravsko polje. Na jugoistoku graniči s općinom Petrovac. To je područje poslije Daytonskog mirovnog sporazuma u administrativnom pogledu pripalo entitetu Republika Srpska, a bilo je dio prijeratne općine Bosanski Petrovac. Bosanski Petrovac u administrativnom pogledu pripada
Unsko-sanskoj županiji i entitetu Federacija BIH. Gorje je bogato šumama, što predstavlja osnovu ekonomskog razvoja općine. Samu visoravan najviše karakterizira krško tlo. Osim nekoliko neznatnih izvora po podnožju okolnih obronaka na ovoj visoravni nema niti jedne rijeke, čak niti ovećeg potoka.

## Povijest

### Ilirsko i rimsko doba
Arheološka istraživanja velikog broja u narodu poznatih gradina na području Bosanskog Petrovca su utvrdila naseljenost u ilirsko doba (pleme Deuri), a naročito u rimsko, kada je i došlo do postupne romanizacije čitavog područja. O tome govore ostaci naselja na 34 lokaliteta (po nekim autorima 42) i ima ih skoro u svakom selu. Ta su naselja imala zadatak prvenstveno osigurati tada postojeće komunikacije. Smatra se da je u tim "gradinama" moglo živjeti i čitavih 4000 ljudi.  Od Dalmacije, preko Drvara i Oštrelja, vodio je put do Kolunića i Bara i tu se dijelio u tri pravca. Jedan je išao preko Laništa za dolinu Sane, drugi preko Krnjeuše i Risovca u dolinu Une gdje je vodio i treći put preko Bjelaja.

### Srednji vijek
Konstantin Porfirogenet spominje ovo područje 950. godine u svom djelu "De administrando imperio" pod nazivom Pesenta. To je latinsko ime za starohrvatsku župu Pset. Iz ranosrednjovjekovnih vremena datira romanička crkva u Koluniću. Do turskih osvajanja, ovaj kraj neprekidno je bio dio hrvatskih država, Kraljevine Hrvatske i povremeno srednjovjekovne Bosne. Period srednjeg vijeka bogat je mnoštvom kako materijalnih tako i pisanih dokumenata. U jednom spisu crkvenog sabora u Splitu iz 1185. godine stoji na latinskom jeziku "Tiniensis episcopus habeat sedem suam in Tenin et habeat et has parochias: Tenin, Campun, Verchreca, Pset". Ovaj podatak govori da je parohija ili županija Pset u crkvenom pogledu pripadala Kninskoj biskupiji. Prvi poznati župan po imenu Dionizije (župan od Poljane i Pseta) se spominje 1266.  Poslije se prostrana župa dijelila na dva dijela s dva grada, Veliki i Mali Pset. Ima pretpostavka da je Mali Pset bio tamo gdje je sada grad Krupa, a da je Veliki Pset tamo gdje su sada razvaline nekog grada na Grmeču. 1278. i 1280. držali su ova prostransva sinovi kneza Babonega, kasnije prozvani Babonići, i poslije knezovi Blagajski.  Po prvi put su ovi krajevi ušli u sastav srednjovjekovne bosanske države u periodu 1322. – 1332. za šta je zaslužan ban Stjepan II. Kotromanić. Već u pisanim dokumentima iz 1334. godine spominje se mjesto pod nazivom St. Petri de eodem, ali kao hrvatski posjed. 
Crkva sv. Petra spomenuta je te godine u popisu goričkog arhiđakona Ivana, u Sanskom distriktu Dubičkog arhiđakonata Zagrebačke biskupije. Prema nekim povjesničarima poput Bilogrivića i Draganovića ta je crkva bila u današnjem Bosanskom Petrovcu. Izgleda da ta crkva jest bila, da se po njoj prozvalo i naselje, s time da je kraj pripadao Kninskoj, a ne Zagrebačkoj biskupiji.
Tada je nastupio dugogodišnji period, sve do 1520. godine, kada je ovo područje više puta mijenjalo svoje gospodare u zavisnosti od toga tko je bio na hrvatsko-ugarskom prijestolju i u kakvom je odnosu bosanski vladar prema njemu.
O životu na područje župe Pset najviše govore srednjovjekovni ostatci crkve (Panađur) i nekropole sa stećcima u selu Kolunić i mnogobrojni izvori koji ga spominju. Pretpostavlja se da je iz 14. stoljeća premda ga neki datiraju i u 12. stoljeće.
Srednjovjekovni grad Bjelaj (stari toponim Bilaj) se nalazi na rubu Bjelajskog (Bilajskog) polja. Prvi put se u dokumentima spominje 1495. godine kada se u zbivanju u Psetu uveliko uključuju i Osmanlije. Srednjovjekovna arhitektura ovog grada je i danas dosta dobro očuvana. Najstarijem jezgru grada pripada moćna okrugla kula visoka oko 16 m i gradsko dvorište s cisternom opasano snažnim bedemom. Pored kule je i glavni ulaz u grad. Osmanlije ga osvajaju između 1530. – 1537. nakon čega ga dograđuju i proširuju. .
Od srednjovjekovnih naselja treba spomenuti grad Čovku koji se spominje u 15. stoljeću. Ruševine ovog grada nalaze se na prvobitnoj prethistorijskoj gradini. Historijski izvori ga spominju kao kraljevski grad u Humskoj župi. Najpoznatiji gospodari Čovke bili su plemići Orlovići, koji su ovaj grad održavali sve do njegovog pada pod osmansku vlast 1524. godine.

### Osmanlijsko doba
Osmanlije ovo područje osvajaju između 1520. i 1530. godine (to je vrijeme Sulejmana Veličanstvenog). Bosanski Petrovac spada među mlađa gradska naselja u Krajini. Grad u Petrovcu sagrađen je za vrijeme sultana Ahmeda III. Iza Karlovačkog mira (1699. godine) Lika i Dalmacija, koje su do tada bile u sastavu velikog Osmanskog carstva, potpadaju pod vlast Austrije, odnosno Mletačke Republike. Uspostavljena je granica na rijeci Uni koja ostaje neizmijenjena do današnjih dana. Muslimansko stanovništvo se povlači iz tih oblasti i naseljava područja Kulen-Vakufa, Bjelaja, Bihaća, Cazina i područje sadašnjeg Bosanskog Petrovca, koje u novim političkim i vojnim zbivanjima dobiva strategisku vašnost. Počinje osiguranje putnih komunikacija. Izgrađen je čitav niz (us)putnih stanice. Jedna takva je izgrađena kod Petrovog vrela, da bi kasnije bio izgrađen fortifikacijski objekt tipa palanke, doseljeno (naseljavanja) civilno stanovništvo uz palanku i na kraju uobličeno u urbano naselje tipa kasaba (grad). U to je vrijeme nosio ime Novosel, zatim Petrovac da bi 1895. dobio današnje ime Bosanski Petrovac. U gradu je bila jedna tabija i jedna kula na više katova, a spadala je među najviše u području Krajine.

### Austro-Ugarska
Petrovački grad je dočekao u dobrom stanju okupaciju Austro-Ugarske 1878. godine. Vjerojatno je porušen 1905. godine prilikom provođenja regulacijskog plana, koji je izgradila austro-ugarska vlast. U to su vrijeme izgrađeni mnogobrojni putevi i pruge radi eksploatacije drvnog bogatstva Austro-Ugri napravili su i svu prateću infrastrukturu za život gradića čak i veliko klizalište.
Od 1907. do 1911. u Bosanskom Petrovcu djelovalo je povjerenstvo HKD Napredak.

### Kraljevina Jugoslavija
Petrovac je relativno mirno prošao kroz 1. svjetski rat i 1918. je ušao u sastav Kraljevine Srba, Hrvata i Slovenaca, kasnije kraljevina Jugoslavija. Srbi su privilegirani, dok su muslimani i katolici petrovačkog kraja izloženi velikosrpskoj represiji. Kraj je bio dio Vrbaske banovine.
Do Drugog svjetskog rata bilo je oko dvije tisuće katolika u Krnjeuši, Vrtočama, Koluniću, Oštrelju i u samom gradu, a 2015. samo desetak. Povjerenstvo HKD Napredak koje je prestalo djelovati 1911. obnovilo je svoj rad 1924. i djelovalo do 1925. te prestalo djelovati. Nova obnova rada bila je 1932. i djelovalo je do 1937. godine.

### NDH
Nakon kapitulacije kraljevine Jugoslavije travnja 1941. Petrovac se, kao i čitava Bosna i Hercegovina, našao u sastavu Nezavisne države Hrvatske (NDH), u okviru župe Psat, čije je sjedište bio Bihać. Za vrijeme postojanja NDH, nosio je ime Hrvatski Petrovac. 1941. godine, teško je bilo razdvojiti partizanske od četničkih pobunjenika, jer su pobunjenici u mnogim terorističkim akcijama nad zaklanim civilima razvijali crveni stijeg boljševičke revolucije i klicali kralju Petru i generalisimusu Staljinu. Srbi s područja NDH priključili su se 1941. partizanima i četnicima iz mržnje prema hrvatskoj državi, a ne zato što je ona bila na strani sila Osovine, jer je i Kraljevina Jugoslavija pristupila prije NDH Trojnom Paktu, pa nisu poveli oružanu borbu za njezino rušenje. Braneći privilegirani položaj naroda gospodara koji su imali u Kraljevini Jugoslaviji odnosno u «Velikoj Srbiji», i zbog nestanka velikosrpske tvorevine, potaknuti propagandom mržnje prema Hrvatima, koju su širila vodstva partizana i četnika, nazivajući Hrvate kolektivno «kolaboracionistima» njemačkih fašista, srpski pobunjenici su 1941. mnogobrojna hrvatska sela i mnogobrojne gradove pretvorili u prah i pepeo, a neistomišljenike, nekoliko desetaka tisuća hrvatskih katolika i bosanskih muslimana poubijali. Lokalni Srbi priklonili su se progonima malobrojnih lokalnih Hrvata i Hrvata koji su dezertirali iz vojske Kraljevine Jugoslavije. Od ustanka u Hrvatskoj izbio je u Bosanskoj krajini srpski ustanak još širih i okrutnijih razmjera gdje se borba protiv «okupatora» vodi prvenstveno protiv muslimanskog i malobrojnog katoličkog stanovništva i gdje srpske vođe ustanka pozivaju na «borbu protiv Turaka». Općenito su četnici zapalili sve željezničke stanice i popalili sve općine u kojima Srbi nisu činili većinu. Petrovački kraj je bio poznat po četničkoj aktivnosti. Puk kralja Aleksandra I. četnika Momčila Đujića bio je smješten u Petrovcu. Ljeta 1941. četnici iz petrovačkog kraja etnički su očistili ove krajeve od Hrvata, u Petrovcu, Krnjeuši i Vrtočama. 2. kolovoza 1941. hrvatski stanovnici bosanskih sela Krnjeuša i Vrtoče nisu ni u snu mislili da će tog vrućeg ljetnog dana njihova sela biti sravnata sa zemljom, zapaljena i uništena, i da će svoj život krvavo završiti. Snašao ih je zulum velikosrpske horde koja je s predumišljajem mučila i zaklala 130 zarobljenih, nedužnih i nenaoružanih hrvatskih seljaka. Neposredno nakon pokolja, prilikom očevida provedenog od tadašnjih hrvatskih vlasti, pronađeno je više tijela ubijenih seljaka koja nisu mogla biti identificirana, među njima i odsječena glava jednog djeteta. Dok su četnici i partizani u koaliciji držali Petrovac, Vrhovni štab NOVJ-a skrivao se u ovom kraju. 1. studenoga osnovana je Prva proleterska divizija NOVJ-a koja je sjedište imala u Petrovcu. 7. studenoga 1942. Tito je izvršio smotru, a 8. studenoga u Petrovcu Prva proleterska brigada NOVJ-a je od Vrhovnog zapovjednika NOV-a i POJ-a Josipa Broza Tita dobila je proletersku zastavu. 
 6. prosinca 1942. godine u Bosanskomu Petrovcu na Prvoj zemaljskoj konferenciji osnovana je Antifašističkom frontom žena Jugoslavije. Za predsjednicu je izabrana Kata Pejnović. 18. prosinca u Petrovac je stigao Velimir Škorpik. Vodio je razgovor s Vrhovnim zapovjednikom NOV i POJ Josipom Brozom Titom o stvaranju mornarice Narodnooslobodilačke vojske Jugoslavije i mogućnosti partizanskog ratovanja na moru. Istog dana, Vrhovni štab je naredbom osnovao Sekciju za ratnu mornaricu pri Štabu četvrte operativne zone i za šefa Sekcije postavio Velimira Škorpika. Tako je Škorpik postao prvi zapovjednik partizanske ratne mornarice. Do kraja rata izmijenile su se četnička i endehazijska vlast. Četničko-partizanska koalicija držala je ovaj kraj do veljače 1943., kada su Nijemci započeli svoju operaciju Weiss 1 i potisnuli partizane prema Neretvi. Petrovac je 1942. godine postao sjedište sjedište episkopata Hrvatske pravoslavne crkve. Rođeni Petrovčanin Meho Mehičić je bio je veliki župan, od 5. svibnja 1944. do 8. svibnja 1945. bio ministar obnove opustošenih krajeva. Petrovac je poslije II. svjetskog rata imao 23 narodna heroja.
U Drugom svjetskom ratu porušene su katoličke crkve u Krnjeuši i na Oštrelju, a one u Drvaru i Bosanskom Petrovcu srušene četiri godine poslije svršetka ratnih operacija. Katolička crkva nalazila se u samom središtu grada, a porušena je 1949. naredbom tadašnjih komunističkih vlasti.
Prije Drugog svjetskog rata na području petrovačke općine bilo je više od 1500 katolika, koji su pohodili crkve u Petrovcu, Krnjeuši i Oštrelju.

### Od raspada Jugoslavije do danas
Iz improviziranog letilišta u Petrovcu JNA je ratno djelovala po Hrvatskoj 1991. formirana je avio-helikopterska eskadrila JNA, koja je bila nukleus zrakoplovstva "crvenih beretki" koje je dijelovalo pod kontrolom Druge operativne uprave Resora državne bezbednosti MUP-a Srbije. Djelovali su s improviziranih letilišta Medeno Polje, Petrovac, Velika Popina, Srb i Udbina. Prenijeli su tone specijalnih pošiljaka, opreme, ljudstva i tehnike radi pomaganja pobunjenih hrvatskih Srba, napada na hrvatske jedinice i poslije radi ratnih operacija protiv Hrvata i Muslimana kad su srpske snage počele s osvajačkim pohodom po BiH. U doba srpske agresije na Bosnu i Hercegovinu, Bosanski Petrovac je bio pod kontrolom snaga bosanskih Srba koji su u od ožujka do rujna 1992. ubili 72 petrovačka Muslimana među njima i dvogodišnju djevojčicu i 15-godišnjeg dječaka a sve Bošnjake su bili poveli na strijeljanje 13. rujna 1992, ali neki savjesni Srbi iz Bos Petrovca su pozvali Odred JNA iz Drvara i oni su spriječili veći masakr. Svi Muslimani su protjerani ka Travniku a neki u logore (Kamenica Drvar). Partizanski spomenik "Palim borcima" srušen je. Nakon vojne akcije u ljeto 1995., kada je hrvatska vojska u operaciji Maestral natjerala pobunjene Srbe na bijeg,  u prazan grad su ušetale jedinice 5. korpusa Armije BiH 13. rujna 1995.,  sutradan Ključ i dospijeva nadomak S. Mostu.
Daytonskim mirovnim sporazumom veliki dio Bosanskog Petrovca je pripao Federaciji BiH dok je manji dio (Bukovača i Drinić) pripao Republici Srpskoj i taj dio je formirao općinu Petrovac. Od 1996. do danas svi izbjegli (Srbi i Bošnjaci) koji su to htjeli su se vratili i grade suživot. Milorad Dodik pokrenuo je inicijativu za autonomijom srpskih općina u Federaciji Bosne i Hercegovine (Drvar, Glamoč, Bosansko Grahovo, Bosanski Petrovac).
Obnova katoličkih crkvi u Titovoj Jugoslaviji bila je nezamisliva, poglavito u gradovima narodnih heroja. U ratu u BiH razumljiva je nemogućnost gradnje jer je gotovo cijeli rat bila u Republici Srpskoj, sve do završnih operacija kad je Petrovac došao pod vladinu kontrolu. Prošlo je dvadesetak godina, a stara crkva u Bosanskom Petrovcu još nije obnovljena. Mnogi su se Petrovčani muslimanske vjeroispovijesti obratili župniku Klečini pitajući ga zašto katolici ne obnavljaju svoju crkvu na mjestu stare.
Godine 2015. dogodila se hvale vrijedna akcija, primjer vjerskog suživota. Župa Drvar – Bosanski Petrovac inicirala je, a na poticaj pojedinih građana muslimanske i pravoslavne vjeroispovijesti, akciju čišćenja zapuštenoga katoličkog groblja u tom gradu. Sprovedena je 16. svibnja 2015. Sudionici akcije bila je skupina mladih iz drvarske župe koje je predvodio župnik don Davor Klečin te nekolicina domaćih Petrovčana muslimana. I načelnik općine Zlatko Hujić pobrinuo se da se osigura sav potreban alat i strojevi za čišćenje, kao i da se nakon akcije svi sudionici počaste uz druženje. Cilj akcije bio je poslati zajednici poruku brige za kulturno-povijesnu baštinu, poruku mira, suradnje i suživota, te kako bi se u svim sredinama u BiH većinske zajednice trebale odnositi prema manjinskim. Čišćenje je urodilo neočekivanim plodom. Pronađen je nadgrobni spomenik uglednog Petrovčanina Nikole Turića, ljekarnika, koji je živio 113 godina, od 1808. do 1921. godine. Spomenik je u devastiranom stanju.
2016. godine uređeno je i ograđeno zapušteno i devastirano katoličko groblje te na njemu slavljena prva sveta misa nakon 75 godina. 2017. godine, 75 godina otkako je srušena, katolička crkva će se graditi u Bosanskom Petrovcu. Dogovoreno je prigodom posjeta u svibnju 2017. banjolučkog biskupa Franje Komarice načelniku općine Bosanski Petrovac Zlatku Hujiću. Tema razgovora bili su izgradnja manje crkve na katoličkom groblju u Petrovcu te uređenje devastiranoga katoličkog groblja u Krnjeuši, na kojem se od 2015. održava komemoracija za 250 župljana i župnika don Krešimira Barišića koji su ubijeni u pokolju 9. i 10. kolovoza 1941. godine. Predloženo je i podizanje spomen-križa u čast 125. obljetnice osnutka ugasle župe. Danas na području petrovačke općine živi samo desetak katolika, dok je prije Drugog svjetskog rata bilo više od 1500, koji su pohodili crkve u Petrovcu, Krnjeuši i Oštrelju, a živjeli su u naseljima: Krnjeuša, Zelinivac, Vrtoče, Vođenica, Suvaja, Kolunić, Drinić, Oštrelj, te u samom gradu Bosanskom Petrovcu.
Sredinom kolovoza 2018. godine Općina Bosanski Petrovac izdala je Župi Drvar urbanističku suglasnost za izgradnju katoličke kapele sv. Petra na katoličkom groblju u Bos. Petrovcu, na lokaciji preko puta Partizanskog groblja. Izabrano je za mjesto gradnje drevno katoličko groblje Sv. Josip otvoreno 1903. godine jer na jedinom preostalom crkvenom zemljištu u gradu, a zemljište na kojem se nalazila porušena crkva sv. Petra nakon II. svjetskog rata oduzeto i nacionalizirano – i poslije su na njemu izgrađeni drugi objekti. Kapela se gradila po idejnoj zamisli projektanta Isaka Medića iz Sarajeva i radovi su počeli jeseni 2018. godine. 2019. godine kapela je dovršena i blagoslovljena. 20. listopada 2018. godine biskup banjalučki Komarica blagoslovio je gradilište nove kapele sv. Petra. Potpisana je povelja o izgradnji i položen kamen temeljac. Kapelica je po planu trebala biti gotova do kraja lipnja 2019. godine. Komarica je na katoličkom groblju u Ulici Ibrahimpašića predvodio misno slavlje uz asistenciju Davora Klečine i Bone Tomića, drvarskoga i bihaćkog župnika.

## Stanovništvo

### Popisi 1971. – 1991.
| Stanovništvo općine Bosanski Petrovac |                  |                  |                  |
| godina popisa                         | 1991.            | 1981.            | 1971.            |
| Srbi                                  | 11.694 (74,86 %) | 11.129 (67,96 %) | 14.941 (80,34 %) |
| Muslimani                             | 3288 (21,04 %)   | 2893 (17,66 %)   | 3315 (17,82 %)   |
| Hrvati                                | 48 (0,30 %)      | 49 (0,29 %)      | 76 (0,40 %)      |
| Jugoslaveni                           | 366 (2,34 %)     | 2071 (12,64 %)   | 154 (0,82 %)     |
| ostali i nepoznato                    | 225 (1,44 %)     | 232 (1,41 %)     | 111 (0,59 %)     |
| ukupno                                | 15.621           | 16.374           | 18.597           |

#### Bosanski Petrovac (naseljeno mjesto), nacionalni sastav
| Bosanski Petrovac  |                |                |                |
| godina popisa      | 1991.          | 1981.          | 1971.          |
| Muslimani          | 2678 (49,76 %) | 2248 (49,43 %) | 2551 (63,52 %) |
| Srbi               | 2345 (43,57 %) | 1428 (31,40 %) | 1257 (31,29 %) |
| Hrvati             | 28 (0,52 %)    | 36 (0,79 %)    | 39 (0,97 %)    |
| Jugoslaveni        | 253 (4,70 %)   | 794 (17,46 %)  | 124 (3,08 %)   |
| ostali i nepoznato | 77 (1,43 %)    | 41 (0,90 %)    | 45 (1,12 %)    |
| ukupno             | 5381           | 4547           | 4016           |

### Popis 2013.
| Stanovništvo općine Bosanski Petrovac |                |
| godina popisa                         | 2013.          |
| Srbi                                  | 3996 (54,53 %) |
| Bošnjaci                              | 3179 (43,38 %) |
| Hrvati                                | 26 (0,35 %)    |
| ostali i nepoznato                    | 127 (1,73 %)   |
| ukupno                                | 7328           |

| Bosanski Petrovac – naseljeno mjesto |                |
| godina popisa                        | 2013.          |
| Bošnjaci                             | 2574 (75,11 %) |
| Srbi                                 | 777 (22,67 %)  |
| Hrvati                               | 9 (0,26 %)     |
| ostali i nepoznato                   | 67 (1,96 %)    |
| ukupno                               | 3427           |

## Naseljena mjesta
Općinu Bosanski Petrovac sačinjavaju sljedeća naseljena mjesta:
Bara, 
Bjelaj, 
Bjelajski Vaganac, 
Bosanski Petrovac, 
Bravski Vaganac, 
Brestovac, 
Bukovača, 
Bunara, 
Busije, 
Cimeše, 
Dobro Selo,
Drinić,
Janjila, 
Jasenovac, 
Kapljuh, 
Klenovac, 
Kolunić, 
Krnja Jela, 
Krnjeuša, 
Lastve, 
Medeno Polje, 
Oraško Brdo, 
Oštrelj, 
Podsrnetica, 
Prkosi, 
Rašinovac, 
Revenik, 
Risovac, 
Skakavac, 
Smoljana, 
Suvaja, 
Vedro Polje, 
Vođenica, 
Vranovina i 
Vrtoče.
Poslije potpisivanja Daytonskog mirovnog sporazuma, najveći dio općine Bosanski Petrovac ušao je u sastav Federacije BiH. U sastav Republike Srpske ušla su sljedeća naseljena mjesta:
Bravski Vaganac, 
Bukovača, 
Bunara, 
Drinić,
Klenovac i 
Podsrnetica. Od ovog područja nastala je općina Petrovac.

## Spomenici i znamenitosti
- Ostaci ilirskih i rimskih naselja na 34 lokaliteta (Gradine)
- Više rimskih miljokaza na području općine
- Ostaci starog gradskog bedema iz turskog vremena
- Nekoliko islamskih bogomolja i pravoslavnih crkava. U tijeku je obnova porušene pravoslavne crkve u selu Janjila koja će po završetku obnove imati status hrama.
- Spomen biblioteka Skendera Kulenovića
- Spomen kuća Ahmeta Hromadžića
- Spomen objekti zasijedanja AFŽ-a
- Trg Šehida, spomenik poginulim Petrovčanima u ratu 1992. – 1995. god
- Spomenik Narodnim herojima iz Drugog svjetskog rata (Radivoj Rodić, Zdravko Čelar i Mahmut Ibrahimpašić)
- Spomen groblje iz Drugog svjetskog rata nepoznati borci iz ratne bolnice
- Spomenik petrovačkim velikanima Jovanu Bjeliću, Ahmetu Hromadžiću, Mersadu Berberu, Skenderu Kulenoviću
- Petrovački ¨Stonehenge¨u Dževaru pored Bosanskog Petrovca
- Spomenik jugoslovenskoj avijaciji u Drugom svjetskom ratu na Medenom polju

## Poznate osobe
- Tomislav Krizmanić, hrv. i jug. boks. reprezentativac u teškoj kategoriji
- Jovan Bijelić, slikar, čija zaostavština (pokretno dobro) je proglašena nacionalnim spomenikom BiH.[17]
- Rifet Bahtijaragić, pisac
- Marinko Rokvić, pjevač narodne glazbe
- Skender Kulenović, pisac
- Mersad Berber, slikar
- Ahmet Hromadžić, dječji pisac

## Obrazovanje
- OŠ Ahmet Hromadžić, ova škola ima područne škole i to u Krnjeuši, Bravskom, Smoljani, Vrtoču, Bjelaju.
- MSŠ Bosanski Petrovac, ima odjele gimnazije, šumarske tehničke, ekonomske tehničke škole te zanimanja automehaničara, frizera, bravara, kuhara i konobara.

## Kultura
Nacionalni spomenici u BiH u općini Bosanski Petrovac:
- Srednjovjekovni ostaci crkve (Panađur) i nekropole sa stećcima u selu Kolunić
- Spomen vlak na Oštrelju
- Stari srednjovjekovni grad Bjelaj
- Muzej Jovana Bijelića

## Sport
- NK Mladost Bosanski Petrovac
- OK Mladost Bosanski Petovac
- KK Mladost Bosanski Petrovac
- Karate Klub Bosanski Petrovac
- Šahovski Klub Bosanski Petrovac
- Klub planinara Bosanski Petrovac

## Vanjske poveznice
- Službene stranice općine Bosanski Petrovac